# St. John's Wood (Metropolitano de Londres)
St. John's Wood é uma estação do Metrô de Londres localizada em St. John's Wood na Cidade de Westminster, noroeste de Londres. Foi inaugurada em 1939 como uma parada na Bakerloo line. Hoje, a estação St. John's Wood é servida pela Jubilee line, entre as estações Swiss Cottage e Baker Street e fica na Zona 2 do Travelcard. Essencialmente, a estação St. John's Wood é uma estação local com a Metropolitan line próxima contornando esta estação. Uma viagem entre St. John's Wood e Baker Street normalmente leva menos de três minutos.

## História
A estação foi inaugurada em 20 de novembro de 1939 em uma nova seção de túnel profundo construído entre Baker Street e Finchley Road quando os serviços da Metropolitan line em seu ramal Stanmore foram transferidos para a Bakerloo line. A nova estação substituiu duas estações próximas na linha Metropolitan que haviam fechado no dia anterior. Estas eram Lord's (originalmente chamada de St. John's Wood Road, depois St. John's Wood e, finalmente, Lord's) e Marlborough Road.
A estação foi transferida junto com o resto do ramal Stanmore para a linha Jubilee quando foi inaugurada em 1 de maio de 1979.
O prédio da estação projetado por Stanley Heaps é listado como Grau II.
O design da plataforma permanece o mesmo de quando foi inaugurada em 1939, com ladrilhos de cerâmica em relevo projetados por Harold Stabler e que também foram instalados em várias outras estações contemporâneas. Em 2006, os ladrilhos foram limpos e substituídos.